# Гуверсвілл (Пенсільванія)
Гуверсвілл (англ. Hooversville) — місто (англ. borough) в США, в окрузі Сомерсет штату Пенсільванія. Населення — 628 осіб (2020).

## Географія
Гуверсвілл розташований за координатами 40°9′2″ пн. ш. 78°54′48″ зх. д. / 40.15056° пн. ш. 78.91333° зх. д. (40.150459, -78.913303).  За даними Бюро перепису населення США в 2010 році місто мало площу 1,58 км², уся площа — суходіл.

## Демографія
Згідно з переписом 2010 року, у селищі мешкало 645 осіб у 285 домогосподарствах у складі 177 родин. Густота населення становила 408 осіб/км².  Було 324 помешкання (205/км²).
Расовий склад населення:
| - 99,5 % — білих - 0,2 % — чорних або афроамериканців |

До двох чи більше рас належало 0,3 %. Частка іспаномовних становила 0,3 % від усіх жителів.
За віковим діапазоном населення розподілялося таким чином: 20,6 % — особи молодші 18 років, 58,5 % — особи у віці 18—64 років, 20,9 % — особи у віці 65 років та старші. Медіана віку мешканця становила 44,0 року. На 100 осіб жіночої статі у селищі припадало 102,2 чоловіків;  на 100 жінок у віці від 18 років та старших — 92,5 чоловіків також старших 18 років.
Середній дохід на одне домашнє господарство  становив 50 220 доларів США (медіана — 36 042), а середній дохід на одну сім'ю — 62 919 доларів (медіана — 53 125). Медіана доходів становила 42 875 доларів для чоловіків та 23 203 долари для жінок. За межею бідності перебувало 5,7 % осіб, у тому числі 0,0 % дітей у віці до 18 років та 14,7 % осіб у віці 65 років та старших.
Цивільне працевлаштоване населення становило 296 осіб. Основні галузі зайнятості: освіта, охорона здоров'я та соціальна допомога — 28,0 %, виробництво — 11,1 %, будівництво — 10,8 %.